# Justicia tenuistachys
Justicia tenuistachys är en akantusväxtart som först beskrevs av Henry Hurd Rusby, och fick sitt nu gällande namn av Wassh. och J.R.I.Wood. Justicia tenuistachys ingår i släktet Justicia och familjen akantusväxter. Inga underarter finns listade i Catalogue of Life.